# Razão

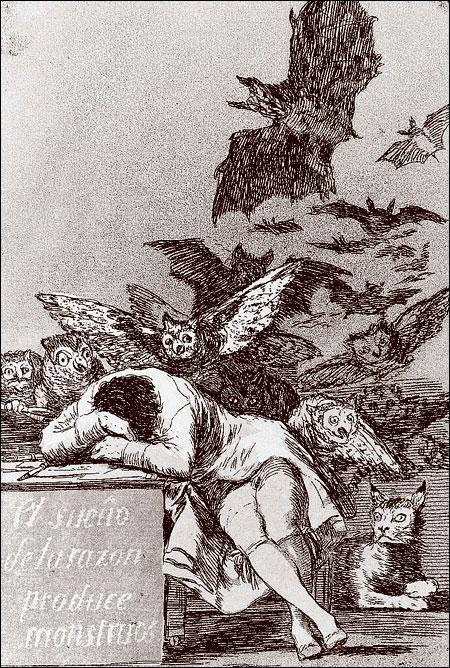
"O Sono da Razão produz monstros", de Francisco Goya.

Razão é a capacidade da mente humana que permite chegar a afirmações a partir de ideias ou premissas.  
A razão permite identificar e operar conceitos em resolver problemas do cotidiano encontrar coesão ou contradição entre os pensamentos e, dessa forma podemos descartar ou criar outros conceitos, de uma forma padronizada e, geralmente, orientada para objectivos. Inclui raciocinar e  apreender. 
Como uma forma de chegar a conclusões, é frequentemente contraposta não só com o modo como os animais não-humanos parecem tomar decisões, mas também com a tomada de decisões baseada na autoridade, na intuição, na emoção, na superstição ou na fé. A razão é considerada pelos racionalistas a forma mais viável de descobrir o que é verdadeiro ou melhor. A forma exacta como a razão difere da emoção, fé e tradição é controversa, dado que as três são consideradas potencialmente racionais, e, em simultâneo, potencialmente em conflito com a razão.
A principal diferença entre a razão e outras formas de consciência está na explicação: o pensamento é tanto mais racional quanto mais conscientemente for pensado, de forma que possa ser expresso numa linguagem.

## Etimologia
A etimologia do termo vem do latim rationem, que significa cálculo, conta, medida, regra, derivado de ratio, particípio passado de reor, ou seja, determino, estabeleço, e portanto julgo, estimo. É a faculdade do homem de julgar, a faculdade de raciocinar, compreender, ponderar.
Uma segunda fonte da palavra razão é a palavra grega lógos, que vem do verbo legein, que quer dizer "contar", "reunir", "juntar", "calcular". Por isso, lógos, ratio ou razão significam pensar e falar ordenadamente, com medida e proporção, com clareza e de modo compreensível para outros.

## Significados
A palavra razão comporta vários significados:
Os filósofos racionalistas opõem a razão à imaginação. Enquanto empregar a imaginação é representar os objetos segundo as qualidades secundárias - aquelas que são dadas aos sentidos -, empregar a razão é representar os objetos segundo as qualidades primárias - aquelas que são dadas à razão.
A razão, como capacidade em desempenhar raciocínio, disposta em diferentes graduações dentro do número de espécies competentes a desenvolvê-la, encontra no ser humano o ápice de sua manifestação.
Princípio ou fundamento, a razão pela qual as coisas são como são ou ocorrem os fatos desta ou daquela maneira.
A razão não é uma instância transcendente, dada de uma vez por todas, mas um processo que se desdobra ou realiza ao longo do tempo. Dir-se-ia que, assim como o homem é a história do homem, a razão é a história da razão.
Zenão de Eleia, identificando a razão com o ser e admitindo que o princípio de identidade, formalmente entendido, é o princípio fundamental da razão, argumenta para provar que o movimento e a pluralidade, envolvendo contradição, são irracionais e, portanto, irreais, meras ilusões dos sentidos.
A razão, entendida como diálogo, não tem um conteúdo eventual, mas permanente, o conhecimento de si mesma e das essências das coisas, do universal. A razão socrática é o método que permite, pelo diálogo, proposição da tese, crítica da tese ou antítese, chegar à síntese, a essência descoberta em comum, ao termo da controvérsia.

## A Razão na História
É na filosofia de Hegel que se encontra a primeira tentativa de introduzir a razão na história.
Para Hegel, a razão rege o mundo, a história universal transcorre racionalmente, mas a razão que se manifesta ou revela na história é a razão divina, absoluta. É a razão que constitui a história.
A razão vital, a razão histórica, nada aceita como simples fato, mas tudo fluidifica no in fieri de que provém e ao qual se dirige, procurando ver não o fato cristalizado ou feito, mas fazendo-se ou como se faz.
Para essa oposição entre o que é da imaginação e o que é da razão ver Descartes, Regras para a Orientação do Espírito.
O francês, Henry Poincaré, nascido em 1845, filósofo e matemático, associa a fuga do uso da razão e da reflexão à preguiça: “Duvidar de tudo ou acreditar em tudo são atitudes preguiçosas. Dispensam-nos de refletir”.